# Catophragmidae
Catophragmidae zijn een familie van zeepokken. De wetenschappelijke naam van de familie werd voor het eerst geldig gepubliceerd in 1968 door Utinomi.

## Soorten
De volgende geslachten zijn bij de familie ingedeeld:
- Catolasmus Ross & Newman, 2001
- Catomerus Pilsbry, 1916
- Catophragmus Sowerby, 1826
- † Pachydiadema Withers, 1935